# Burgstall Schanze (Mengkofen)

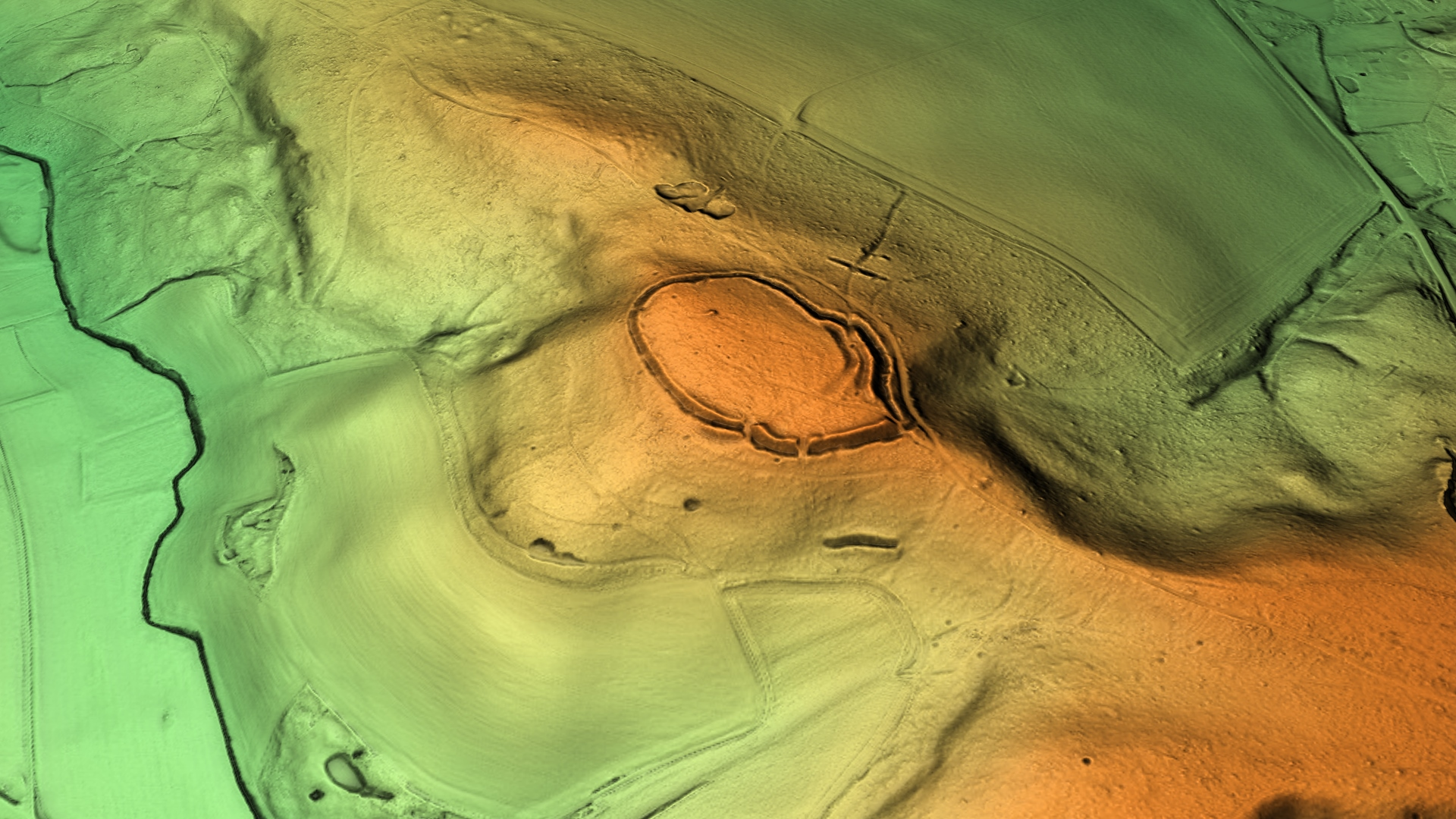
3D-Ansicht des digitalen Geländemodells

Der Burgstall Schanze liegt in Tunzenberg, einem Gemeindeteil der niederbayerischen Gemeinde Mengkofen im Landkreis Dingolfing-Landau. 
Der Burgstall liegt etwa 1100 m südsüdwestlich von Schloss Tunzenberg bzw. 1800 m östlich von dem Schloss Mengkofen nahe dem zur Aiterach führenden Schwebach.
Die Anlage wird als Bodendenkmal unter der Aktennummer D-2-7240-0029 im Bayernatlas als „frühmittelalterlicher Ringwall“ geführt.

## Beschreibung
Die abgegangene Höhenburganlage liegt auf einer Geländezunge zwischen dem Schwebachtal und dem Mulzmühlgraben. Die Anlage wird im Volksmund auch als „Alte Schanze“, „Römerschanze“ oder „Keltenschanze“ bezeichnet. Die ovale Anlage besitzt einen inneren Durchmesser von 180 m Länge (in Nordwest-Südost-Richtung) und 100 m Breite (in Nordost-Südwest-Richtung). Sie lehnt sich bei einem unregelmäßigen Verlauf an die Höhenlinien an. Zwei alte Zugänge führen an der Ostseite vom Süden und Norden her in  die Anlage. Die Umwehrung besteht aus zwei parallelen Wällen. An der Westseite der Anlage fehlen heute diese im Urkataster von Bayern noch gut erkennbaren Wälle auf eine Länge von 100 m, vermutlich aufgrund rezenter Materialverlagerungen. Auch zu einem der Durchlässe fehlt der Außenwall. Der innere Wall hat eine Höhe von bis zu 2 m, die Differenz zwischen Wallkrone und Grabensohle beträgt bis zu 4 m und nimmt zu der Walllücke auf 2,5 m ab. Das Reststück des Außenwalles hat trotz seiner Hanglage zur Grabensohle eine Höhe von 2 m. Im Innenraum der Anlage liegt zwischen der Wegführung von Norden und dem Innenraum noch ein 30 m langer Wallkörper von etwa 1 m Höhe. Spuren einer Bebauung sind nicht sichtbar.
Im nordöstlichen Vorgelände etwa 50 entfernt liegen am Hang gegen Tunzenberg bei den alten Zugängen noch zwei parallele Wallgrubenriegel, die vermutlich eine Wegsperre ausmachten.